# أموسكيلو
أموسكيلو (بالإسبانية: Amusquillo)‏ هي بلدية تقع في مقاطعة بلد الوليد، قشتالة وليون، إسبانيا. وفقًا لتعداد عام 2004 (المعهد الوطني للإحصائيات)، كان عدد سكان البلدية 161 نسمة.